# Языческие восстания в Чехии
Языческие восстания в Чехии — историческое наименование серии событий в Чехии времён правления династии Пржемысловичей в первой половине X века, кульминацией которых было языческое восстание, организованное Драгомирой — женой Вратислава I.
Деятельность Вратислава I и его сына св. Вацлава поспособствовала в первой половине X века приобретению христианством мощного влияния в чешском государстве. Во время политических потрясений распространяющееся христианство, поддерживаемое чешскими Пржемысловичами, натолкнулось на противостояние языческих сил. Вратислав I, вопреки воле своей крещёной матери — св. Людмилы (вдовы первого христианского правителя Чехии — Борживоя), взял в жёны язычницу княжну Драгомиру, от которой имел двух сыновей — Вацлава, прозванного Святым и Болеслава, прозванного Грозным.
Драгомира и Болеслав отрицательно относились к усилению враждебного немецкого влияния и поддерживали языческие традиции. Согласно чешской историографической традиции Драгомира начала уничтожение церквей и преследование христианского духовенства. Жертвой языческого переворота помимо прочих стала и мать Вратислава I Людмила (задушенная 15 сентября 921 года людьми, посланными, согласно преданию, невесткою).
Языческое восстание в конечном итоге привело к вмешательству немецких правителей, обеспокоенных угрозой утраты своего влияния. К поддерживавшему христианство Вацлаву на подмогу прибыл Арнульф, князь Баварии, а также король Генрих I. Интервенция последнего вынудила Драгомиру отдать власть законному наследнику трона — 13-летнему Вацлаву. Вацлав принял бразды правления в 924 году, восстанавливая разрушенные церкви и церковную службу. Однако политический провал Вацлава (в частности слабость перед Германией) привёл в конечном итоге к формированию заговора, возглавлял который младший брат Вацлава — Болеслав. Согласно жизнеописанию, Вацлав, будучи приглашённым принять участие в освящении местной церкви в Стара-Болеславе, был убит, как гласит одно из преданий — в церкви, 28 сентября 935 года Болеславом и его рыцарями. Смерть Вацлава однако не остановила дальнейшего процесса христианизации страны, который проводился преимущественно силами немецкого духовенства.